# Mesopteryx platycephala
Mesopteryx platycephala är en bönsyrseart som beskrevs av Carl Stål 1877. Mesopteryx platycephala ingår i släktet Mesopteryx och familjen Mantidae. Inga underarter finns listade i Catalogue of Life.